# Carlos Trouyet
Carlos Franz Trouyet González (Ciudad de México; 24 de diciembre de 1903-12 de marzo de 1971) fue un empresario, calígrafo, accionista, banquero, hotelero e industrial mexicano.

## Biografía
Fue mensajero del Banco de México, corredor de valores y socio de la casa de cambio Julio Lacaud; en dos ocasiones fue Presidente de la Bolsa de Valores de México, la primera de 1933 a 1936 y la segunda de 1939 a 1944. Ese mismo año fundó la empresa bursátil Carlos Trouyet, En 1952 cofunda y es codueño, con Eloy S. Vallina, del Complejo Industrial Chihuahua.
En 1958 se hace codueño de las filiales mexicanas de las empresas telefónicas Ericsson e International Telephone and Telegraph. Entre 1966 y 1969 fue socio y presidente del Banco Comercial Mexicano y presidente de la junta de gobierno de la Universidad iberoamericana.
Fue el principal accionista de las empresas Equipos Mecánicos, Credito Minero y Mercantil, Cervecería Moctezuma, Central de Malta, Seguros la Comercial, Techno Eterno Eureka, Asbestos de Monterrey, Compañía Industrial de Orizaba, Banco Nacional Mexicano, Bosques de las Lomas; y de los Hoteles Las Brisas de Acapulco, y el Tapatío, de Guadalajara.
En 1969 estableció el Premio Nacional de Literatura Carlos Trouyet.